# Džorsale
Džorsale (také Jorsale) je malá vesnička ve východním Nepálu v oblasti Khumbu. Leží na západní straně řeky Dudh Kosi, severně od vesnice Mondžo a jižně od města Namče Bazar, v nadmořské výšce 2740 m.
Džorsale je poslední vesnicí před Namče Bazarem, hlavní zastávkou pro pěší turisty na cestě k Mount Everestu, která je od roku 1979 místem zapsaným na seznamu světového dědictví UNESCO. Hlavním zdrojem obživy vesničanů je podpora cestovního ruchu a ve vesnici je řada penzionů a pekárna.